# Länge (Mathematik)
Die Länge ist in der Mathematik eine Eigenschaft, die Strecken, Wegen und Kurven zugeordnet werden kann. Die Länge einer Kurve wird auch als Bogenlänge bezeichnet.

## Längen von Strecken
Sind {\displaystyle A} und {\displaystyle B} zwei Punkte in der (zweidimensionalen) Zeichenebene ({\displaystyle \mathbb {R} ^{2}}) mit den jeweiligen kartesischen Koordinaten {\displaystyle A(a_{1}|a_{2})} und {\displaystyle B(b_{1}|b_{2})}, so ist die Länge der Strecke {\displaystyle AB} nach dem Satz des Pythagoras gleich
{\displaystyle {\overline {AB}}={\sqrt {(b_{1}-a_{1})^{2}+(b_{2}-a_{2})^{2}}}.}
Im dreidimensionalen Anschauungsraum ({\displaystyle \mathbb {R} ^{3}}) mit den jeweiligen Koordinaten {\displaystyle A(a_{1}|a_{2}|a_{3})} und {\displaystyle B(b_{1}|b_{2}|b_{3})} gilt
{\displaystyle {\overline {AB}}={\sqrt {(b_{1}-a_{1})^{2}+(b_{2}-a_{2})^{2}+(b_{3}-a_{3})^{2}}}.}
Es gibt im Wesentlichen zwei Sichtweisen, wie man derartige Formeln verallgemeinern kann:
- Man interpretiert die Länge der Strecke {\displaystyle AB} als die Länge des Vektors {\displaystyle {\overrightarrow {AB}}} und definiert Längenmaße für Vektoren. Der entsprechende verallgemeinerte Längenbegriff für Vektoren heißt Norm.
- Noch allgemeiner ist der Ansatz, statt Streckenlängen den Abstand der Endpunkte zu betrachten. Allgemeine Abstandsbegriffe heißen Metriken.

## Längen von Wegen
Ein Weg ist eine stetige Abbildung {\displaystyle \gamma \colon [a,b]\to X} von einem Intervall in einen topologischen Raum {\displaystyle X}. Um Wegen eine Länge zuschreiben zu können, muss dieser Raum jedoch eine Zusatzstruktur aufweisen. Im einfachsten Fall ist {\displaystyle X} die Ebene {\displaystyle \mathbb {R} ^{2}} oder der Anschauungsraum {\displaystyle \mathbb {R} ^{3}} mit dem üblichen Längenbegriff für Strecken; Verallgemeinerungen sind möglich für Riemannsche Mannigfaltigkeiten oder beliebige metrische Räume. Man bezeichnet dann die Länge des Weges {\displaystyle \gamma \,} als {\displaystyle L(\gamma )\,}.

### Wege in der Ebene und im Raum
Ein Weg in der Ebene bzw. im Raum ist durch zwei bzw. drei Koordinatenfunktionen gegeben:
{\displaystyle t\mapsto (x(t),y(t))} bzw. {\displaystyle t\mapsto (x(t),y(t),z(t))} für {\displaystyle a\leq t\leq b}.
Für stückweise stetig differenzierbare Wege ist die Länge des Weges durch das Integral über die Länge des Ableitungsvektors gegeben:
{\displaystyle L=\int \limits _{a}^{b}{\sqrt {x'(t)^{2}+y'(t)^{2}}}\,\mathrm {d} t,}   bzw.    {\displaystyle \int \limits _{a}^{b}{\sqrt {x'(t)^{2}+y'(t)^{2}+z'(t)^{2}}}\,\mathrm {d} t.}

### Motivation
Der ebene Weg {\displaystyle {\begin{matrix}f(t)=(x(t),y(t))\end{matrix}}} wird zunächst durch kleine Geradenstücke {\displaystyle \Delta s} approximiert, welche jeweils in zwei Komponenten {\displaystyle \Delta x} und {\displaystyle \Delta y} parallel zu den Koordinatenachsen zerlegt werden. Nach dem Satz des Pythagoras gilt {\displaystyle (\Delta s)^{2}=(\Delta x)^{2}+(\Delta y)^{2}}. Die Gesamtlänge des Weges wird durch die Summe aller Geradenstücke approximiert:
{\displaystyle L=\sum \Delta s=\sum {\sqrt {(\Delta x)^{2}+(\Delta y)^{2}}}=\sum {\sqrt {\left({\frac {\Delta x}{\Delta t}}\right)^{2}+\left({\frac {\Delta y}{\Delta t}}\right)^{2}}}\Delta t}
Geht man von der Konvergenz des Sachverhaltes aus und gibt das Ergebnis ohne exakte Grenzwertberechnung an, so ist die Länge {\displaystyle L} die Summe aller infinitesimal kleinen Geradenstücke, also:
{\displaystyle L=\int \mathrm {d} s=\int {\sqrt {{\dot {x}}^{2}+{\dot {y}}^{2}}}\,\mathrm {d} t=\int \|{\dot {f}}(t)\|\,\mathrm {d} t}.
Physikalisch (kinematisch) kann der Integrand auch als Betrag der Momentangeschwindigkeit und die Integrationsvariable als die Zeit aufgefasst werden.

### Beispiele
- Die Kreislinie mit Radius {\displaystyle r}

{\displaystyle t\mapsto (r\cdot \cos t,\ r\cdot \sin t)} für {\displaystyle 0\leq t\leq 2\pi }
hat die Länge
{\displaystyle \int \limits _{0}^{2\pi }{\sqrt {r^{2}\sin ^{2}t+r^{2}\cos ^{2}t}}\ \mathrm {d} t=\int \limits _{0}^{2\pi }r\,\mathrm {d} t=2\pi r.}
- Ein Stück einer Schraubenlinie mit Radius {\displaystyle r} und Ganghöhe {\displaystyle h}

{\displaystyle t\mapsto \left(r\cdot \cos t,\ r\cdot \sin t,\ {\tfrac {h}{2\pi }}\cdot t\right)\quad {\text{für}}\;0\leq t\leq 2\pi }
hat die Länge
{\displaystyle \int \limits _{0}^{2\pi }{\sqrt {r^{2}\sin ^{2}t+r^{2}\cos ^{2}t+\left({\frac {h}{2\pi }}\right)^{2}}}\ \mathrm {d} t=\int \limits _{0}^{2\pi }{\sqrt {r^{2}+\left({\frac {h}{2\pi }}\right)^{2}}}\ \mathrm {d} t={\sqrt {(2\pi r)^{2}+h^{2}}}}

### Spezialfälle

#### Länge eines Funktionsgraphen
Ist eine Funktion {\displaystyle f\colon [a,b]\to \mathbb {R} } stetig differenzierbar auf {\displaystyle [a,b]\subset \mathbb {R} }, dann berechnet sich die Länge {\displaystyle L} des Funktionsgraphen zwischen den Punkten {\displaystyle (a|f(a))} und {\displaystyle (b|f(b))} wie folgt:
1.: {\displaystyle dL} sei die differentielle Länge an der Tangente einer Funktion, dann lässt sich aus dem Satz des Pythagoras die Länge des differentiellen Teilstücks berechnen als
{\displaystyle {dL}^{2}={dy}^{2}+{dx}^{2}}.
2.: Ferner lautet der Differentialquotient an der Stelle {\displaystyle {x}}:
{\displaystyle {\begin{aligned}{f'}{(x)}&={\frac {dy}{dx}}\\[5pt]\Leftrightarrow dy&=dx\cdot f'(x)\\\end{aligned}}}
Die 2. Gleichung in die erste eingesetzt {\displaystyle {dL}^{2}={{(}{dx}\cdot {f'}{(x)}{)}}^{2}+{dx}^{2}} und {\displaystyle {dx}^{2}}ausgeklammert {\displaystyle {dL}^{2}={dx}^{2}{{(}{1}{+}{f'}{(x)}}^{2}{)}}, auf beiden Seiten die Wurzel gezogen {\displaystyle {dL}={\sqrt {{{(}{1}{+}{f'}{(x)}}^{2}{)}}}\cdot {dx}} und beide Seiten der Gleichung integriert ergibt die Gleichung für die Bogenlänge:
{\displaystyle L(a,b)=\int \limits _{a}^{b}{\sqrt {1+(f'(x))^{2}}}\;\mathrm {d} x\qquad (*)}
Beispiel: Der Umfang eines Kreises lässt sich mit Hilfe von {\displaystyle {\begin{matrix}(*)\end{matrix}}} berechnen. Ein Kreis mit dem Radius {\displaystyle r} erfüllt die Gleichung {\displaystyle x^{2}+y^{2}=r^{2}} bzw. {\displaystyle f(x)={\sqrt {r^{2}-x^{2}}}.} Die Ableitung lautet: {\displaystyle f'(x)={\frac {-x}{\sqrt {r^{2}-x^{2}}}}}.
Wendet man die Formel {\displaystyle {\begin{matrix}(*)\end{matrix}}} an, so folgt
{\displaystyle L=2\int \limits _{-r}^{r}{\sqrt {1+{\frac {x^{2}}{r^{2}-x^{2}}}}}\,\mathrm {d} x=2r\int \limits _{-r}^{r}{\frac {\mathrm {d} x}{\sqrt {r^{2}-x^{2}}}}\,=2r\arcsin(1)-2r\arcsin(-1)=2\pi r}.

#### Polarkoordinaten
Ist ein ebener Weg in Polarkoordinatendarstellung {\displaystyle r(\varphi )} gegeben, also
{\displaystyle \varphi \mapsto (r(\varphi )\cos \varphi ,r(\varphi )\sin \varphi )} für {\displaystyle \varphi _{0}\leq \varphi \leq \varphi _{1}},
so erhält man aus der Produktregel
{\displaystyle {\frac {\mathrm {d} x}{\mathrm {d} \varphi }}=r^{\prime }(\varphi )\cos \varphi -r(\varphi )\sin \varphi }
und
{\displaystyle {\frac {\mathrm {d} y}{\mathrm {d} \varphi }}=r^{\prime }(\varphi )\sin \varphi +r(\varphi )\cos \varphi },
somit also
{\displaystyle \left({\frac {\mathrm {d} x}{\mathrm {d} \varphi }}\right)^{2}+\left({\frac {\mathrm {d} y}{\mathrm {d} \varphi }}\right)^{2}=\left(r^{\prime }(\varphi )\right)^{2}+r^{2}(\varphi )}.
Die Länge des Weges in Polarkoordinatendarstellung ist daher
{\displaystyle L=\int \limits _{\varphi _{0}}^{\varphi _{1}}{\sqrt {\left(r^{\prime }(\varphi )\right)^{2}+r^{2}(\varphi )}}\,\mathrm {d} \varphi }.

### Wege in riemannschen Mannigfaltigkeiten
Ist allgemein {\displaystyle \gamma \colon [a,b]\to M} ein stückweise differenzierbarer Weg in einer riemannschen Mannigfaltigkeit, so ist die Länge von {\displaystyle \gamma } definiert als
{\displaystyle L(\gamma )=\int \limits _{a}^{b}\|{\dot {\gamma }}(t)\|\,\mathrm {d} t.}

### Rektifizierbare Wege in beliebigen metrischen Räumen
Es sei {\displaystyle (X,d)} ein metrischer Raum und {\displaystyle \gamma \colon [0,1]\to X} ein Weg in {\displaystyle X}. Dann heißt {\displaystyle \gamma } rektifizierbar oder streckbar, wenn das Supremum
{\displaystyle L(\gamma )=\sup \left\{\left.\sum _{i=0}^{k-1}d(\gamma (t_{i}),\gamma (t_{i+1}))\right|k\in \mathbb {N} ,0=t_{0}<t_{1}<\ldots <t_{k-1}<t_{k}=1\right\}}
endlich ist. In diesem Falle nennt man {\displaystyle L(\gamma )} die Länge des Weges {\displaystyle \gamma }.
Die Länge eines rektifizierbaren Weges ist also das Supremum der Längen aller Approximationen des Weges durch Streckenzüge. Für die oben betrachteten differenzierbaren Wege stimmen die beiden Definitionen der Länge überein.
Es gibt stetige Wege, die nicht rektifizierbar sind, beispielsweise die Koch-Kurve oder andere Fraktale, raumfüllende Kurven, sowie fast sicher die Pfade eines Wiener-Prozesses.
Das Wort rektifizieren oder Rektifikation bedeutet gerade machen, das heißt die Kurve (den Faden) an den Enden nehmen und auseinanderziehen, ausstrecken, sodass man eine Strecke erhält, deren Länge man direkt abmessen kann. Heutzutage taucht dieses Wort hauptsächlich noch im Begriff rektifizierbar auf. Der statt rektifizierbar oft in der älteren mathematischen Literatur benutzte Terminus ist streckbar.

## Längen von Kurven

### Definition der Länge einer Kurve
Die zu einem Weg {\displaystyle \gamma \colon [a,b]\to X} gehörende Bildmenge {\displaystyle \Gamma =\gamma ([a,b])\,} wird als Kurve (auch Spur des Weges {\displaystyle \gamma \,}) bezeichnet. Der Weg {\displaystyle \gamma \,} wird auch als Parameterdarstellung oder Parametrisierung der Kurve {\displaystyle \Gamma \,} bezeichnet; man sagt dann auch, der Weg parametrisiere die Kurve. Zwei verschiedene Wege können dasselbe Bild haben, dieselbe Kurve kann also durch verschiedene Wege parametrisiert werden. Es ist naheliegend, die Länge einer Kurve als die Länge eines dazugehörigen Weges zu definieren; das setzt aber voraus, dass die Länge für jede Parametrisierung denselben Wert liefert. Anschaulich ist das klar, und es lässt sich tatsächlich für injektive Parametrisierungen zeigen. Insbesondere gilt:
Sind {\displaystyle \gamma _{1}\colon [a_{1},b_{1}]\to \mathbb {R} ^{n}} und {\displaystyle \gamma _{2}\colon [a_{2},b_{2}]\to \mathbb {R} ^{n}} zwei injektive Parametrisierungen derselben Kurve {\displaystyle \Gamma \,}, also {\displaystyle \gamma _{1}([a_{1},b_{1}])=\gamma _{2}([a_{2},b_{2}])=\Gamma \,}, so gilt {\displaystyle L\left(\gamma _{1}\right)=L\left(\gamma _{2}\right)=L\left(\Gamma \right)}.

### Parametrisierung einer Kurve nach der Weglänge
Wie bereits gesagt, gibt es für eine Kurve verschiedene Parametrisierungen. Eine besondere Parametrisierung ist dabei die Parametrisierung nach der Weglänge (oder Bogenlänge):
Sind {\displaystyle \Gamma } eine rektifizierbare Kurve mit der Parametrisierung
{\displaystyle \gamma \colon [a,b]\to \mathbb {R} ^{n}}
und {\displaystyle \Gamma _{t}} für {\displaystyle t\in [a,b]} die Teilkurve mit der Parametrisierung {\displaystyle \gamma |[a,t]}, so bezeichnet man die Funktion
{\displaystyle \ell \colon \left\{{\begin{array}{rcl}[a,b]&\to &\mathbb {R} \\t&\mapsto &L(\Gamma _{t})\end{array}}\right.}
als Weglängenfunktion von {\displaystyle \Gamma }. Diese Weglängenfunktion {\displaystyle \ell } ist stetig und monoton wachsend, für injektives {\displaystyle \gamma } sogar streng monoton wachsend und daher selber injektiv mit Bild {\displaystyle [0,L(\gamma )]}. In diesem Fall existiert die Umkehrfunktion {\displaystyle \ell ^{-1}}. Die Funktion
{\displaystyle {\hat {\gamma }}\colon \left\{{\begin{array}{rcl}[0,L(\gamma )]&\to &\mathbb {R} ^{n}\\s&\mapsto &\gamma (\ell ^{-1}(s))\end{array}}\right.}
wird dabei als die Parametrisierung von {\displaystyle \Gamma } mit der Bogenlänge als Parameter bezeichnet.
Ist {\displaystyle \gamma } stetig differenzierbar und {\displaystyle {\dot {\gamma }}(\tau )\neq 0} für alle {\displaystyle \tau \in [a,b]}, so besteht die Besonderheit der Parametrisierung nach der Bogenlänge darin, dass auch {\displaystyle {\hat {\gamma }}} stetig differenzierbar ist und für alle {\displaystyle s\in [0,L(\Gamma )]}
{\displaystyle \left\|{\frac {\mathrm {d} {\hat {\gamma }}(s)}{\mathrm {d} s}}\right\|=1}
gilt.